# Новомосковский район (Россия)
Новомоско́вский райо́н — административно-территориальная единица (район) в Тульской области России.
В рамках организации местного самоуправления в границах района существует муниципальное образование город Новомосковск со статусом городского округа.
Административный центр — город Новомосковск.

## География
Район расположен на северо-востоке Тульской области.
Граничит на севере и северо-западе с Веневским, на западе — с Киреевским, на юго-западе — с Узловским, на юго-востоке — с Кимовским районами, на юге — с городом Донской Тульской области, на востоке — с Михайловским районом Рязанской области и на северо-востоке — с Московской областями.
Площадь 888 км². Основные реки — Дон и Шат.

## История
Район образован 1 августа 1958 года под названием Сталиногорский из территории, подчинённой Сталиногорскому горсовету (Бороздинский, Васильевский, Иван-Озёрский, Ильинский, Клинский, Ключевский и Прохоровский сельсоветы), и территории упраздненного Гремячевского района (город Сокольники, Березовский, Гремячевский, Лунинский, Осановский, Спасский и Шишловский сельсоветы). В состав района вошли город Сокольники, Березовский, Бороздинский, Васильевский, Гремячевский, Иван-Озерский, Ильинский, Клинский, Ключевский, Лунинский, Осановский, Прохоровский, Спасский и Шишловский сельсоветы.
3 марта 1959 года были упразднены Бороздинский и Васильевский с/с. Территория Бороздинского сельсовета была передана в Иван-Озерский сельсовет, а Васильевского сельсовета — в Прохоровский сельсовет.
27 мая 1959 года из Осановского сельсовета в Гремячевский были переданы селения Беломестное и Иваньково, из Берёзовского сельсовета в Гремячевский — селения Матово, Матовский Сад, Савино, Яцкое и Яковлевка, а из Спасского сельсовета в Лунинский — селения Макшеево и Ольховец.
13 ноября 1961 года в связи с переименованием Сталиногорска в Новомосковск район был переименован в Новомосковский.
С 1 февраля 1963 по 13 января 1965 года город Сокольники находился в подчинении города Новомосковск.
1 февраля 1963 года из Узловского района в Новомосковский были переданы Аким-Ильинский, Вельминский, Каменский, Пашковский, Притонский, Фёдоровский, Хитровский и Шаховской сельсоветы, а из Донского сельсовета в Новомосковский — Бобриковский, Бутырский, Люторский, Ракитинский, Романцевский и Смородинский сельсоветы.
1 мая 1963 года Шаховской сельсовет был переименован в Петровский сельсовет.
1 января 1964 года Бобриковский сельсовет был переименован в Моисеевский сельсовет.
26 мая 1964 года Ильинский с/с был переименован в Рига-Васильевский.
12 января 1965 года из Новомосковского района в Узловский были переданы Аким-Ильинский, Бутырский, Вельминский, Каменский, Люторский, Моисеевский, Пашковский, Петровский, Притонский, Ракитинский, Смородинский, Фёдоровский и Хитровский сельсоветы, а в Богородицкий — Романцевский сельсовет.
6 июля 1965 года Лунинский сельсовет был переименован в Ольховецкий.
13 декабря 1966 года был упразднён Берёзовский с/с. Образован Краснобогатырский с/с. Территория Берёзовского сельсовета в составе деревень Александровка, Берёзовка, Ерзовка, Пустоши и Тетяково была передана в Гремячевский сельсовет. Селения Пушкари, Стрельцы, Улановка, посёлки Красный Богатырь и Садовый Гремячевского сельсовета были переданы в Краснобогатырский сельсовет.
3 января 1967 года был образован Богдановский с/с. Селения Богдановка, Васильевка, Знаменка, Прудки и Урусово Прохоровского сельсовета были переданы в Богдановский сельсовет.
10 февраля 1968 года был упразднён Богдановский с/с. Территория Богдановского сельсовета в составе селений Богдановка, Васильевка, Знаменка, Прудки и Урусово была передана в Прохоровский сельсовет.
6 августа 1968 года Осановский сельсовет был переименован в Первомайский.
10 декабря 1968 года был образован Ширинский с/с. Селения Бороздино, Чусовка, Шатово, Ширино, посёлки Зареченский, Знаменский, Пригорье, Ширинский и Штольный Иван-Озёрского сельсовета были переданы в Ширинский сельсовет.
17 февраля 1977 года из Ключевского с/с в Иван-Озёрский было передано селение Княгинино.
14 декабря 1984 года Ольховецкий сельсовет был переименован в Озерковский сельсовет. Территория Ольховецкого сельсовета в составе селений Алмазово, Кукуй и Озерки была переименована в Озерковский сельсовет. Из Ольховецкого сельсовета в Спасский были переданы селения Макшеево и Ольховец.
9 января 1988 года из Венёвского района в Новомосковский были переданы Коммунарский и Правдинский сельсоветы.
22 февраля 1994 года сельсоветы были преобразованы в сельские округа.

## Население
Район
| 1959     | 1970     | 1979     | 1989     | 2002     | 2009     | 2010     | 2011     | 2012     |
| -------- | -------- | -------- | -------- | -------- | -------- | -------- | -------- | -------- |
| 37 038   | ↘31 287  | ↘26 734  | ↘26 289  | ↘25 211  | ↗145 252 | ↘143 848 | ↘143 347 | ↘142 626 |
| 2013     | 2014     | 2015     | 2016     | 2017     | 2018     | 2019     | 2020     | 2021     |
| ↘141 159 | ↘140 007 | ↘139 234 | ↘138 447 | ↘137 555 | ↘136 635 | ↘134 932 | ↘133 791 | ↘132 470 |
| 2024     |          |          |          |          |          |          |          |          |
| ↘129 639 |          |          |          |          |          |          |          |          |

### Урбанизация
Городское население (город Новомосковск) составляет 89.43 % от всего населения района (городского округа).

### Национальный состав
По итогам переписи населения 2020 года проживали следующие национальности (национальности менее 0,1 % и другое см. в сноске к строке «Другие»):
| Национальность | Численность, чел. | Доля     |
| -------------- | ----------------- | -------- |
| Русские        | 117 921           | 89,02 %  |
| Татары         | 560               | 0,42 %   |
| Украинцы       | 559               | 0,42 %   |
| Армяне         | 540               | 0,41 %   |
| Узбеки         | 317               | 0,24 %   |
| Азербайджанцы  | 288               | 0,22 %   |
| Таджики        | 241               | 0,18 %   |
| Цыгане         | 211               | 0,16 %   |
| Другие         | 11 833            | 8,93 %   |
| Итого          | 132 470           | 100,00 % |

## Территориальное деление
Новомосковский район в рамках административно-территориального устройства включает город районного подчинения и 13 сельских округов:
| №         | Административно-территориальная единица                 | Код ОКАТО  | Население 2002 (чел.) | Соответствие сельскому поселению до 2008 года |
| --------- | ------------------------------------------------------- | ---------- | --------------------- | --------------------------------------------- |
| 1e-06     | Город районного подчинения:                             |            |                       |                                               |
| 2e-06     | Новомосковск                                            | 70 234 501 |                       | ГП город Новомосковск                         |
| 3e-06     | Сельские округа:                                        |            |                       |                                               |
| 1         | Гремячевский сельский округ                             | 70 234 805 | 2316                  | СП Гремячевское                               |
| 2         | Иван-Озерский сельский округ                            | 70 234 810 | 932                   | СП Спасское                                   |
| 3         | Ключевский сельский округ                               | 70 234 815 | 497                   | СП Рига-Васильевское                          |
| 4         | Коммунарский сельский округ                             | 70 234 817 | 570                   | СП Гремячевское                               |
| 5         | Краснобогатырский сельский округ                        | 70 234 820 | 1062                  | СП Гремячевское                               |
| 6         | Озерковский сельский округ                              | 70 234 825 | 412                   | СП Спасское                                   |
| 7         | Первомайский сельский округ                             | 70 234 830 | 1092                  | СП Гремячевское                               |
| 8         | Правдинский сельский округ                              | 70 234 832 | 653                   | СП Рига-Васильевское                          |
| 9         | Прохоровский сельский округ                             | 70 234 835 | 745                   | СП Рига-Васильевское                          |
| 10        | Рига-Васильевский сельский округ                        | 70 234 840 | 633                   | СП Рига-Васильевское                          |
| 11        | Спасский сельский округ                                 | 70 234 845 | 2654                  | СП Спасское                                   |
| 12        | Ширинский сельский округ                                | 70 234 850 | 1782                  | СП Спасское                                   |
| 13        | Шишловский сельский округ                               | 70 234 855 | 721                   | СП Гремячевское                               |
| 13.000004 | Сельские населённые пункты вне сельских округов района: |            |                       |                                               |
| 13.000005 | посёлки Мирный, Шахты № 35 и Шахты № 38                 | 70 234 000 |                       | ГП город Сокольники                           |

История административно-муниципального устройства
В рамках организации местного самоуправления к 2006 году в границах района и райцентра был создан муниципальный район. Город Новомосковск вошёл в его состав как городское поселение и перестал быть городом областного подчинения. До 2008 года в состав района входил также город районного подчинения Сокольники.
Муниципальный район с 2006 до 2008 гг. делился на 5 муниципальных образований:
- 2 городских поселения:
  - город Новомосковск
  - город Сокольники
- 3 сельских поселения:
  - Гремячевское — с. Гремячее
  - Рига-Васильевское — д. Рига-Васильевка
  - Спасское — с. Спасское

В 2008 году городское поселение город Новомосковск было преобразовано в муниципальное образование город Новомосковск со статусом городского округа с последующим присоединением к нему всех поселений, располагавшихся на территории муниципального района.
Город Сокольники присоединён к городу Новомосковск решением Тульской областной Думы от 24 октября 2008 года.
Таким образом, с 2009 года на территории района расположено одно муниципальное образование — город Новомосковск со статусом городского округа.
Новомосковский район как административно-территориальная единица области сохраняет свой статус.

## Населённые пункты
В состав района (городского округа) входят 98 населённых пунктов, в том числе 1 городской и 97 сельских:
| №  | Населённый пункт   | Тип             | Население | Сельский округ района |
| -- | ------------------ | --------------- | --------- | --------------------- |
| 1  | Новомосковск       | город           | ↘115 938  |                       |
| 2  | Акульшино          | деревня         | 15        | Правдинский           |
| 3  | Александровка      | деревня         | 0         | Гремячевский          |
| 4  | Алмазово           | деревня         | 18        | Озерковский           |
| 5  | Белоколодезь       | деревня         | 11        | Спасский              |
| 6  | Беломестное        | село            | 27        | Гремячевский          |
| 7  | Березовка          | деревня         | 61        | Гремячевский          |
| 8  | Богдановка         | деревня         | ↘279      | Прохоровский          |
| 9  | Большие Стрельцы   | деревня         | 11        | Гремячевский          |
| 10 | Большие Тетерки    | деревня         | 2         | Правдинский           |
| 11 | Большое Колодезное | деревня         | 84        | Иван-Озерский         |
| 12 | Бороздино          | село            | 3         | Ширинский             |
| 13 | Васильевка         | деревня         | 9         | Прохоровский          |
| 14 | Верхний Ясенок     | деревня         | 0         | Коммунарский          |
| 15 | Верходонье         | посёлок         | 65        | Иван-Озерский         |
| 16 | Грайворонки        | село            | 18        | Правдинский           |
| 17 | Гремячево          | деревня         | 41        | Ключевский            |
| 18 | Гремячее           | село            | ↘1337     | Гремячевский          |
| 19 | Грицово            | деревня         | ↘188      | Прохоровский          |
| 20 | Грицово            | посёлок станции | 24        | Прохоровский          |
| 21 | Докторово          | деревня         | 4         | Правдинский           |
| 22 | Ерзовка            | деревня         | 7         | Гремячевский          |
| 23 | Знаменка           | деревня         | 12        | Прохоровский          |
| 24 | Знаменский         | посёлок         | 2         | Ширинский             |
| 25 | Иван-Озеро         | село            | ↘103      | Иван-Озерский         |
| 26 | Иваньково          | деревня         | 4         | Первомайский          |
| 27 | Избищи             | деревня         | ↘170      | Спасский              |
| 28 | Ильинка 1-я        | село            | ↗221      | Рига-Васильевский     |
| 29 | Ильинка 2-я        | деревня         | ↗81       | Рига-Васильевский     |
| 30 | Ключевка           | деревня         | ↘177      | Ключевский            |
| 31 | Княгинино          | деревня         | ↗136      | Иван-Озерский         |
| 32 | Коммунаров         | посёлок         | ↘494      | Коммунарский          |
| 33 | Красное Гремячево  | деревня         | ↘158      | Ключевский            |
| 34 | Красный Богатырь   | посёлок         | ↘787      | Краснобогатырский     |
| 35 | Кресты             | деревня         | 42        | Ключевский            |
| 36 | Кукуй              | деревня         | 24        | Озерковский           |
| 37 | Любовка            | деревня         | 9         | Рига-Васильевский     |
| 38 | Маклец             | деревня         | ↗206      | Рига-Васильевский     |
| 39 | Макшеево           | деревня         | 14        | Спасский              |
| 40 | Малиновский        | посёлок         | ↘103      | Иван-Озерский         |
| 41 | Малое Колодезное   | деревня         | ↘101      | Иван-Озерский         |
| 42 | Малые Тетерки      | деревня         | 0         | Правдинский           |
| 43 | Матов Сад          | деревня         | 0         | Гремячевский          |
| 44 | Матово             | деревня         | 13        | Гремячевский          |
| 45 | Мирный             | посёлок         | 25        |                       |
| 46 | Михайловка         | деревня         | 1         | Правдинский           |
| 47 | Новая Деревня      | деревня         | 2         | Правдинский           |
| 48 | Ново-Яковлевка     | деревня         | 17        | Гремячевский          |
| 49 | Озерки             | деревня         | ↘300      | Озерковский           |
| 50 | Ольховец           | деревня         | ↘270      | Спасский              |
| 51 | Орловка            | деревня         | 0         | Прохоровский          |
| 52 | Осаново            | село            | 25        | Первомайский          |
| 53 | Пашково            | деревня         | 11        | Правдинский           |
| 54 | Первомайский       | посёлок         | ↘901      | Первомайский          |
| 55 | Петровочка         | деревня         | 94        | Спасский              |
| 56 | Плоское            | деревня         | 25        | Первомайский          |
| 57 | Подлубное          | деревня         | 0         | Коммунарский          |
| 58 | Подосинки-Кожино   | село            | 7         | Шишловский            |
| 59 | Подхожие Выселки   | деревня         | 0         | Шишловский            |
| 60 | Правда             | посёлок         | ↘471      | Правдинский           |
| 61 | Пригорье           | посёлок         | 2         | Ширинский             |
| 62 | Придонье           | посёлок         | 74        | Иван-Озерский         |
| 63 | Прохоровка         | деревня         | 22        | Прохоровский          |
| 64 | Прудки             | деревня         | 10        | Прохоровский          |
| 65 | Пустоши            | деревня         | 41        | Гремячевский          |
| 66 | Пушкари            | деревня         | 59        | Краснобогатырский     |
| 67 | Рига-Васильевка    | деревня         | ↗177      | Рига-Васильевский     |
| 68 | Савино             | деревня         | ↘397      | Гремячевский          |
| 69 | Садовый            | посёлок         | 84        | Краснобогатырский     |
| 70 | Сергеевка          | деревня         | 11        | Первомайский          |
| 71 | Симаково           | деревня         | 0         | Коммунарский          |
| 72 | Сокольники 1       | деревня         | 1         | Спасский              |
| 73 | Сокольники 2       | деревня         | 12        | Спасский              |
| 74 | Спасское           | село            | ↘1751     | Спасский              |
| 75 | Старая Уваровка    | деревня         | 5         | Правдинский           |
| 76 | Сторожевое         | деревня         | 6         | Правдинский           |
| 77 | Стрельцы           | село            | ↘127      | Краснобогатырский     |
| 78 | Тетяковка          | село            | 29        | Гремячевский          |
| 79 | Тихоновка          | деревня         | 11        | Прохоровский          |
| 80 | Улановка           | деревня         | 1         | Краснобогатырский     |
| 81 | Урусово            | деревня         | 12        | Прохоровский          |
| 82 | Фустово            | деревня         | 8         | Первомайский          |
| 83 | Хлопово            | деревня         | 0         | Шишловский            |
| 84 | Хмелевка           | деревня         | ↘110      | Иван-Озерский         |
| 85 | Холтобино          | деревня         | ↘360      | Шишловский            |
| 86 | Чусовка            | деревня         | 4         | Ширинский             |
| 87 | Шатовка            | деревня         | 2         | Ширинский             |
| 88 | Шахты № 35         | посёлок         | 2         |                       |
| 89 | Шахты № 38         | посёлок         | 0         |                       |
| 90 | Ширино             | деревня         | 6         | Ширинский             |
| 91 | Ширинский          | посёлок         | ↘1548     | Ширинский             |
| 92 | Шишлово            | село            | ↘260      | Шишловский            |
| 93 | Юдино              | деревня         | 3         | Спасский              |
| 94 | Юдино              | село            | 61        | Спасский              |
| 95 | Ясенок-Выселки     | деревня         | 4         | Коммунарский          |
| 96 | Ясенок-Муравьевка  | деревня         | 0         | Коммунарский          |
| 97 | Ясенок-Подлубное   | деревня         | 6         | Коммунарский          |
| 98 | Яцкое              | деревня         | 46        | Гремячевский          |

Упразднённые населённые пункты:
- 1986 год — посёлок Зареченский Ширинского сельсовета[35]

## Экономика
Основу экономики региона представляет химическая промышленность. На территории МО расположены предприятия компаний Procter & Gamble, ГипсKnauf, Химкомбинат «Азот», ООО «Полипласт Новомосковск», ЗАО «Химсервис», Кирпичный завод и др.

## Транспорт
Новомосковский район обладает выгодным транспортно-географическим положением. Через его территорию проходит автомобильная дорога федерального значения Р-132 «Золотое кольцо». А также проходит железная дорога по направлению Москва — Воронеж. В непосрдественной близости от района на западе проходит автомобильная дорога федерального значения М4 «Дон», с южной стороны проходит железнодорожная линия Калуга — Тула — Ряжск.

## Персоналии
- Маркин, Сергей Степанович (1918—1977) — советский офицер, участник Великой Отечественной войны, военный лётчик, Герой Советского Союза. Родился в деревне Белколодезь.
- Фалин, Василий Константинович (1919—1958) — советский офицер, лётчик-штурмовик в годы Великой Отечественной войны, Герой Советского Союза. Родился в деревне Иван-Озеро.
- Дронов Ярослав Юрьевич (Shaman) (род. 1991) — российский певец.